# Oleg Jaszyn
Oleg Olegowicz Jaszyn, ros. Олег Олегович Яши (ur. 3 grudnia 1990 w Woskriesiensku) – rosyjski hokeista.
Syn Olega Siergiejewicza Jaszyna (ur. 1968), także hokeisty.

## Kariera
- Chimik 2 Mytiszczi (2006-2008)
- Chimik Mytiszczi (2007/2008)
- Atłant Mytiszczi (2008-2010)
- Atłant 2 Mytiszczi (2008-2009)
- Titan Klin (2009/2010, 2011)
- Mytiszczinskie Atłanty (2009-2011)
- HK Riazań (2010-2011)
- Łoko Jarosław (2011-2012)
- Łokomotiw Jarosław (2011-2013)
- Łokomotiw Jarosław (2012-2013)
- Atłant Mytiszczi (2013-2015)
- Jugra Chanty-Mansyjsk (2015-2016)
- Rubin Tiumeń (2015/2016)
- Kunlun Red Star (2016-2017)
- Siewierstal Czerepowiec (2017-2019)
- Tauron KH GKS Katowice (2019)
- Saryarka Karaganda (2019)
- HK Tambow (2019-2020)
- Frederikshavn White Hawks (2020)

Wychowanek klubu Chimik Woskriesiensk w rodzinnym mieście. Później karierę rozwijał w klubie z Mytiszczi. Przez wiele sezonów występował w rozgrywkach KHL, a ponadto także w MHL i WHL. Pod koniec stycznia 2019 został zawodnikiem polskiego klubu Tauron KH GKS Katowice. Po sezonie 2018/2019 odszedł z klubu. W sierpniu 2019 przeszedł do Saryarki Karaganda, skąd zwolniono go pod koniec września 2019. W drugiej połowie października 2019 przeszedł do HK Tambow. W sierpniu 2020 był zawodnikiem duńskiego klubu Frederikshavn White Hawks.

## Sukcesy
Klubowe
- Brązowy medal mistrzostw Polski: 2019 z Tauron KH GKS Katowice